# Кудзумакі

40°2′23″ пн. ш. 141°26′11″ сх. д. / 40.03972° пн. ш. 141.43639° сх. д.
Кудзума́кі (яп. 葛巻町, くずまきまち, МФА: [kud͡zumakʲi mat͡ɕi̥]) — містечко в Японії, в повіті Івате префектури Івате. Станом на 1 жовтня 2007 площа містечка становила 434,99 км². Станом на 1 вересня 2008 населення містечка становило 7419 осіб.